# Opopaea batanguena
Opopaea batanguena là một loài nhện trong họ Oonopidae.
Loài này thuộc chi Opopaea. Opopaea batanguena được miêu tả năm 1995 bởi Barrion & Litsinger.